# Erwin Guzmán
Erwin Guzmán – chilijski judoka.
Brązowy medalista mistrzostw panamerykańskich w 2003, a także mistrzostw Ameryki Południowej w 2003 roku.